# Ulica Świętojańska w Gdańsku
Ulica Świętojańska (niem. Johannisgasse) – ulica w Gdańsku na Głównym Mieście. Bierze początek przy ulicy Pańskiej i biegnie na wschód. Kończy się w Bramie Świętojańskiej wychodzącej na Motławę.

W jej rejonie leży tzw. Dzielnica Świętojańska, lecz to określenie jedynie historyczne.

## Historia
Pierwsze wzmianki o ulicy pochodzą z 1358 roku. Wzięła ona swoją nazwę od pobliskiego Kościoła św. Jana, a właściwie niewielkiej kaplicy istniejącej w miejscu dzisiejszego kościoła o tej samej nazwie. 
Poprzednie nazwy
- Platea Sancti Johannis
- Ex Oppositio Monachorum
- Circa Monachos
- München oder St. Johannisgasse
- Strohgasse

## Obiekty
- Klasztor oo. Dominikanów
- Kościół św. Mikołaja w Gdańsku
- Kościół św. Jana w Gdańsku
- Brama Świętojańska